# Гаужаев, Адам Мухамедович
Адам Мухамедович Гаужаев (10 сентября 2000) — российский борец греко-римского стиля, чемпион России. 

## Спортивная карьера
Занимался в СШОР Лескенского района у Мухамеда Шхагошева. Перебравшись в Москву тренировался у Виктора Трифонова. В июне 2019 года стал бронзовым призёром чемпионата Европы среди юниоров в испанской Понтеведре. 28 декабря 2020 года приказом Министерства спорта Российской Федерации получил звание Мастер спорта. В феврале 2022 года в Суздале на чемпионате России одержав пять побед Адам Гаужаев вышел в финал, где должен был встретиться с Назиром Абдулаевым из Краснодарского края, однако из-за травмы его соперник снялся, тем самым Адам стал победителем. 

## Достижения
- Чемпионат Европы по борьбе среди юниоров 2019 — ;
- Чемпионат России по греко-римской борьбе 2022 — ;
- Чемпионат России по греко-римской борьбе 2023 — ;